# Hugh Quarshie
Hugh Anthony Quarshie (Acra, 22 de diciembre de 1954) es un actor ghanés nacionalizado británico, reconocido principalmente por su participación en producciones de cine y televisión como Highlander (1986), La Chiesa (1989), Star Wars: Episode I – The Phantom Menace (1999) y en algunos episodios de Doctor Who (2007) y Holby City (2001–2020). Quarshie interpretó el papel de Ric durante diecinueve años en Holby City hasta que confirmó su salida en octubre de 2020.

## Filmografía

### Cine
| Año  | Título                                    | Papel            | Notas |
| ---- | ----------------------------------------- | ---------------- | ----- |
| 1980 | The Dogs of War                           | Oficial Zangaron |       |
| 1985 | Baby: Secret of the Lost Legend           | Kenge Obe        |       |
| 1986 | Highlander                                | Sunda Kastagir   |       |
| 1989 | La chiesa                                 | Gus              |       |
| 1990 | Nightbreed                                | Detective Joyce  |       |
| 1999 | Wing Commander                            | Lieutenant Obutu |       |
| 1999 | Star Wars: Episode I – The Phantom Menace | Panaka           |       |
| 2003 | Conspiracy of Silence                     | Joseph Ennis     |       |
| 2018 | Red Sparrow                               | Simon Benford    |       |
| 2022 | The Son                                   | Dr. Harris       |       |
| 2023 | Book Club: The Next Chapter               | TBA              |       |

### Televisión
| Año       | Título                              | Papel                   | Notas         |
| --------- | ----------------------------------- | ----------------------- | ------------- |
| 1968      | Scene                               |                         | 1 episodio    |
| 1979      | The Knowledge                       | Campion                 | Telefilme     |
| 1980      | Buccaneer                           | Mayor Ndobi             | 2 episodios   |
| 1981      | Wolcott                             | Dennis St George        | Miniserie     |
| 1981      | The Jail Diary of Albie Sachs       | Danny Young             | Telefilme     |
| 1981      | A Midsummer Night's Dream           | Philostrate             | Telefilme     |
| 1983      | Rumpole of the Bailey               | Jonathan Mazenze        | 1 episodio    |
| 1983      | Angels                              | Turi Mimi               | 2 episodios   |
| 1984      | Sharma and Beyond                   | Hombre en las escaleras | Telefilme     |
| 1985      | Titus Andronicus                    | Aaron                   | Telefilme     |
| 1985      | Alas Smith and Jones                |                         | 1 episodio    |
| 1986–89   | Screenplay                          | Mike / Wallace          | 2 episodios   |
| 1988      | A Gentleman's Club                  | Baba                    | 1 episodio    |
| 1989      | Behaving Badly                      | Daniel                  | 4 episodios   |
| 1991      | Chancer                             | Kazeem                  | 2 episodios   |
| 1991      | Press Gang                          | Inspector Hibbert       | 2 episodios   |
| 1992–94   | Medics                              | Dr Tom Carey            | 19 episodios  |
| 1992      | Surgical Spirit                     | Fergus Debonaire        | 1 episodio    |
| 1992      | Virtual Murder                      | Dr Mellor               | 1 episodio    |
| 1992      | The Tomorrow People                 | Profesor John Galt      | 5 episodios   |
| 1993      | The Comic Strip Presents...         | Teniente Delaney        | 1 episodio    |
| 1993      | Red Dwarf                           | Voz computarizada       | 1 episodio    |
| 1994      | Horizon                             | Narrador                | Documental    |
| 1994      | The Chief                           | Vincent Pierce          | 1 episodio    |
| 1994      | MacGyver: Lost Treasure of Atlantis | Inspector Rhodes        | Telefilme     |
| 1994      | Shakespeare: The Animated Tales     | Casio                   | 1 episodio    |
| 1999      | The Murder of Stephen Lawrence      | Neville Lawrence        | Telefilme     |
| 2000      | Jason and the Argonauts             | Chiron                  | Miniserie     |
| 2001–2020 | Holby City                          | Ric Griffin             | 505 episodios |
| 2004–2019 | Casualty                            | Ric Griffin             |               |
| 2007      | Doctor Who                          | Solomon                 | 2 episodios   |
| 2012      | White Heat                          | Victor                  | 6 episodios   |
| 2017      | Still Star-Crossed                  | Cosimo                  | 3 episodios   |